# Scoglio Gallon
Lo scoglio Gallon o scoglio Gaglian o Gagliano (in croato Galun) è un isolotto disabitato della Croazia, che fa parte dell'arcipelago delle isole Quarnerine ed è situato a sudovest dell'isola di Veglia e a est dell'Istria. Deve il nome alla sua forma che ricorda quella di un galeone.
Amministrativamente appartiene al comune di Ponte, nella regione litoraneo-montana.

## Geografia
Lo scoglio Gallon si trova nella parte settentrionale del Quarnarolo, tra le isole di Veglia a est e di Cherso a ovest, e dista 1,25 km dalla prima e 14,7 km dalla seconda. Dista invece circa 40 km dalla penisola d'Istria.
Gallon è un isolotto di forma triangolare, orientato in direzione nordovest-sudest, che misura 475 m di lunghezza e 250 m di larghezza massima; possiede una superficie di 0,06 km² e ha uno sviluppo costiero pari a 1,28 km. Nella parte centrale raggiunge la sua elevazione massima di 9,2 m s.l.m.
Il terreno è coperto da bassa vegetazione; le coste sono basse, rocciose e pressoché inaccessibili, salvo per il breve promontorio orientale su cui è stato costruito un faro alto 12 metri. Sull'isola è presente una grande colonia di gabbiani.